# Анамский австралопитек
Анамский австралопитек (лат. Australopithecus anamensis) — ископаемый вид рода австралопитеков, обитавший в Восточной Африке около 4 миллионов лет назад. Это наиболее древний из видов австралопитеков, известных науке.

## История изучения
Ископаемые останки представителей этого вида были найдены ещё в 1965 году в местонахождении Канапои на южном побережье озера Рудольф (ныне озеро Туркана) в Кении, где экспедиция из Гарвардского университета под руководством Брайана Паттерсона обнаружила фрагмент плечевой кости.
В 1994 году новая группа исследователей под руководством М. Лики возобновила поиски в Канапои, а также в местонахождении Аллия Бей на восточном берегу озера Туркана. В ходе раскопок были обнаружены фрагменты костей более чем 20 особей. Геологический возраст находок определялся как интервал от 3,9 до 4,2 миллионов лет. На основе найденных материалов в 1995 году был описан новый вид австралопитеков Australopithecus anamensis (Leakey, Feibel, McDougal et Walker, 1995). Несколько позвонков Australopitheus anamensis из местонахождения Асса Исси (Assa Issie) в районе Среднего Аваша (en:Middle Awash) в Эфиопии возрастом около 4,2 млн лет назад свидетельствуют о том, что он был способен к прямохождению. Череп MRD-VP-1/1 возрастом 3,8 млн лет, найденный в 2016 году в эфиопском местонахождении Ворансо-Милле (Woranso-Mille), даёт первое представление о черепно-лицевой анатомии Australopithecus anamensis и демонстрирует, что этот вид сохранил ряд примитивных черт, сходных с чертами его предшественников, в то же время разделяя производные черты со своим потомком Australopithecus afarensis.
В последующие годы в тех же местонахождениях были найдены новые останки представителей данного вида.
Возможно, к данному виду относятся и зубы, найденные в 1989 году в местонахождении Фиджиж (Fejej) в южной Эфиопии на северном берегу озера Туркана в отложениях, датируемых возрастом 4—4,2 млн л. н., а также фрагмент верхней челюсти неясного геологического возраста с реки Гаруси в Танзании, найденный в 1939 году.